# Spoorlijn Süchteln - Hüls
De spoorlijn Süchteln - Hüls was een Duitse spoorlijn.

## Geschiedenis
Het traject werd door de Crefelder Eisenbahn-Gesellschaft in geopend op 1 november 1870.

## Aansluitingen
In de volgende plaatsen is of was er een aansluiting op de volgende spoorlijnen:
SüchtelnDB 9251, spoorlijn tussen Krefeld en Viersen
Süchtelnvorstlijn tussen Grefrath en Süchtelnvorst
KempenDB 2610, spoorlijn tussen Keulen en Kranenburg
HülsDB 9258, spoorlijn tussen Krefeld en Moers